# Aprostocetus flavovarius
Aprostocetus flavovarius är en stekelart som först beskrevs av Christian Gottfried Daniel Nees von Esenbeck 1834.  Aprostocetus flavovarius ingår i släktet Aprostocetus och familjen finglanssteklar. Inga underarter finns listade i Catalogue of Life.